# Pyrausta purpuraria
Pyrausta purpuraria is een vlinder van de familie van de grasmotten (Crambidae). De wetenschappelijke naam van deze soort is voor het eerst voorgesteld als Rhodaria purpuraria door Arthur Gardiner Butler in een publicatie uit 1883.
De soort komt voor in Chili.